# Aphyosemion congicum
Aphyosemion congicum är en fiskart som först beskrevs av Ahl 1924.  Aphyosemion congicum ingår i släktet Aphyosemion och familjen Nothobranchiidae. IUCN kategoriserar arten globalt som otillräckligt studerad. Inga underarter finns listade i Catalogue of Life.